# Begonia geraniifolia
Espèce
Synonymes
- Begonia gaudichaudii Walp.[1]
- Begonia petalodes Lindl.[1]
- Eupetalum gaudichaudii Klotzsch[1]
- Eupetalum kunthianum Klotzsch[1]
- Eupetalum lindleyanum Gaudich.[1]
- Eupetalum petalodes (Lindl.) Lindl.[1]
- Eupetalum tuberosum Klotzsch[1]

Begonia geraniifolia est une espèce de plantes de la famille des Begoniaceae. Ce bégonia est originaire du Pérou. L'espèce fait partie de la section Eupetalum. Elle a été décrite en 1835 par le botaniste britannique William Jackson Hooker (1785-1865). L'épithète spécifique signifie « à feuille de géranium », par analogie avec la forme des feuilles des plantes du genre Geranium. 

## Répartition géographique
Cette espèce est originaire du pays suivant : Pérou.